# Князь-єпископство Чорногорія
Князь-єпископство Чорногорія (серб. Митрополство Црногорско) — теократична держава, яка існувала у 1697—1851. Вона постала з сербського православного єпископства Цетинє, що пізніше стало  митрополією, яке відмовилося від османської протекції і перетворили єпископство Цетинє в де-факто російський протекторат, під владою, митрополита (Владики) Історія починається з Данило Шчепчевича, єпископа Цетинє який об'єднав декілька чорногорських кланів у боротьбі з Османською імперією, яка займала більшу частину південно-східної Європи. Владика Данило заснував першу династію Петровичів-Негошів, яка обіймала посаду митрополита Цетинє до 1851 року, коли Чорногорія стала світською державою (князівством) на чолі з Данилом Петровичем Негошем. Крім того, вона була короткий час монархією, у 1767—1773, коли самозванець Стефан Малий, видавав себе за російського імператора Петра III і коронував себе Володарем Чорногорії.